# Palpibracus peruviana
Palpibracus peruviana är en tvåvingeart som först beskrevs av Malloch 1929.  Palpibracus peruviana ingår i släktet Palpibracus och familjen husflugor. Inga underarter finns listade i Catalogue of Life.